# 欧瓦尔
欧瓦尔（法語：Auvare，法語發音：[ovaʁ]）是法国滨海阿尔卑斯省的一个市镇，属于尼斯区。

## 地理
欧瓦尔（43°59'17"N, 6°54'29"E）面积18.27 平方千米，位于法国普罗旺斯-阿尔卑斯-蓝色海岸大区滨海阿尔卑斯省，该省份为法国东南部沿海省份，南濒地中海，西南至瓦尔省，西北接上普罗旺斯阿尔卑斯省，北部和东部与意大利接壤。
与欧瓦尔接壤的市镇（或旧市镇、城区）包括：伯伊、鲁杜勒河畔拉克鲁瓦、纪尧姆、皮热罗斯唐、皮热泰涅。

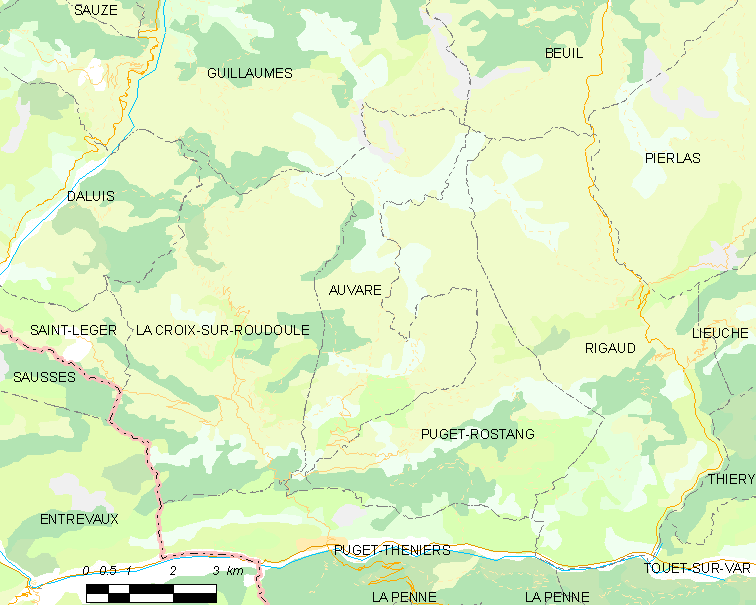
欧瓦尔的OSM定位图

欧瓦尔的时区为UTC+01:00、UTC+02:00（夏令时）。

## 行政
欧瓦尔的邮政编码为06260，INSEE市镇编码为06008。

## 政治
欧瓦尔所属的省级选区为旺斯县。

## 人口

1962-2008年间欧瓦尔人口变化图示

欧瓦尔于2022年1月1日时的人口数量为50人。